# Yelitze Santaella
Pour les articles homonymes, voir Santaella.
Yelitze Santaella, de son nom complet Yelitze de Jesús Santaella Hernández, est une femme politique vénézuélienne, née à Clavellina le 1er août 1960. Députée en 2010 et gouverneure de l'État de Delta Amacuro entre 2000 et 2008 puis de l'État de Monagas de 2012 à août 2021, elle est l'actuelle ministre vénézuélienne de l'Éducation depuis le 19 août 2021.

## Biographie
Née à Clavellina dans la municipalité de Tucupita dans l'État de Delta Amacuro, elle est la fille de Modesta Hernández et de Juan de los Santos Santaella. Elle effectue sa scolarité à l'école Sagrada Familia, à Tucupita, capitale de l'État.
Elle est licenciée en administration de l'université Simón-Rodríguez et obtient un diplôme de troisième cycle en Direction et supervision éducative. 
En 1992, elle commence sa carrière politique à la chambre municipale de l'État de Delta Amacuro. Puis elle est gouverneur de l'État par deux fois entre 2000 et 2004 puis entre 2004 et 2008. En 2004, elle crée le service d'urgence par téléphone au 171 dans l'État. En 2010, elle est élue députée pour l'État de Delta Amacuro. 
Elle a été membre de la commission des finances du Parti socialiste unifié du Venezuela (PSUV). Le 28 décembre 2012, elle est élue gouverneur de l'État de Monagas avec 55.11 % des suffrages exprimés face à son prédécesseur José Gregorio Briceño qui obtient 41.69 de des suffrages.
Le 19 août 2021, elle est nommée ministre vénézuélienne de l'Éducation.